# Tamás Wichmann
Pour les articles homonymes, voir Wichmann.
Tamás Wichmann, né le 4 février 1948 à Budapest (Hongrie) et mort le 12 février 2020 dans la même ville, est un céiste hongrois pratiquant la course en ligne.

## Palmarès

### Jeux olympiques de canoë-kayak course en ligne
- 1968 à Mexico,  Mexique
  -  Médaille d'argent en C-2 10000m
- 1972 à Munich,  Allemagne
  -  Médaille d'argent en C-1 10000m
- 1976 à Montréal,  Canada
  -  Médaille de bronze en C-1 10000m [2]